# كورتني إي. مارتن
كورتني إي. مارتن (بالإنجليزية: Courtney E. Martin)‏ هي مؤلفة أمريكية، ولدت في 31 ديسمبر 1979 في كولورادو سبرينغس في الولايات المتحدة.

## وصلات خارجية
- الموقع الرسمي